# Юньянь
Юнья́нь (кит. упр. 云岩, пиньинь Yúnyán) — район городского подчинения городского округа Гуйян провинции Гуйчжоу (КНР).

## История
После монгольского завоевания и основания империи Юань в этих местах разместились власти Шуньюаньского региона (顺元路). Во времена империи Цин здесь размещались власти Гуйянской управы. После Синьхайской революции в Китае была проведена реформа структуры административного деления, в ходе которой были упразднены, поэтому в 1914 году Гуйянская управа была расформирована, а в бывшем месте размещения её властей был создан уезд Гуйян (贵阳县).
1 июля 1941 года был официально расформирован уезд Гуйян, а вместо него образован город Гуйян.
В августе 1955 года в составе города Гуйян были образованы районы Юньянь и Фушуй (富水区). В 1958 году район Фушуй был присоединён к району Юньянь.
15 апреля 2012 года были расформированы 17 входивших в состав района уличных комитетов, а на их месте были образованы 25 микрорайонов.

## Административное деление
Район делится на 26 микрорайонов.